# Střemy
Střemy település Csehországban, a Mělníki járásban. Střemy Hostín, Vysoká, Řepín, Nebužely, Velký Borek és Lhotka településekkel határos. Lakosainak száma 479 fő (2024. január 1.).

## Népesség
A település lakosságának változását az alábbi diagram mutatja:
| Lakosok száma | 662  | 748  | 698  | 477  | 381  | 360  | 450  | 433  | 450  | 479  |
|               | 1869 | 1890 | 1921 | 1950 | 1980 | 2001 | 2017 | 2019 | 2022 | 2024 |